# Euénos
Euénos (řecky Εύηνος, latinsky Euenos) byl v řecké mytologii syn boha války Área. Byl aitólským králem.
Jeho manželkou byla Euéna, měli spolu dceru Marpéssu. Ucházel se o ni silák Idás, syn messénského krále Afarea. Euénos stanovil podmínku pro nápadníky: musejí s ním závodit se spřežením a v případě prohry přijdou o hlavu. Idás si však pro tuto příležitost vyprosil u svého otce, boha moří Poseidóna, okřídlený vůz a s ním vyhrál. Král Euénos nesnesl to pokoření, zabil své koně a potom i sám sebe.
Utopil se v řece Lykormu, která později dostala jeho jméno. Byla to řeka, přes kterou přenášel pocestné Kentaur Nessos. Jedna taková příhoda je v příbězích hrdiny Hérakla. Ta řeka se dnes jmenuje Evinos.
V mýtech se vyskytují i jiní nositelé toho jména, nejznámější je syn vůdce výpravy Argonautů Iásona a královny Hypsipylé.